# Tokiói per

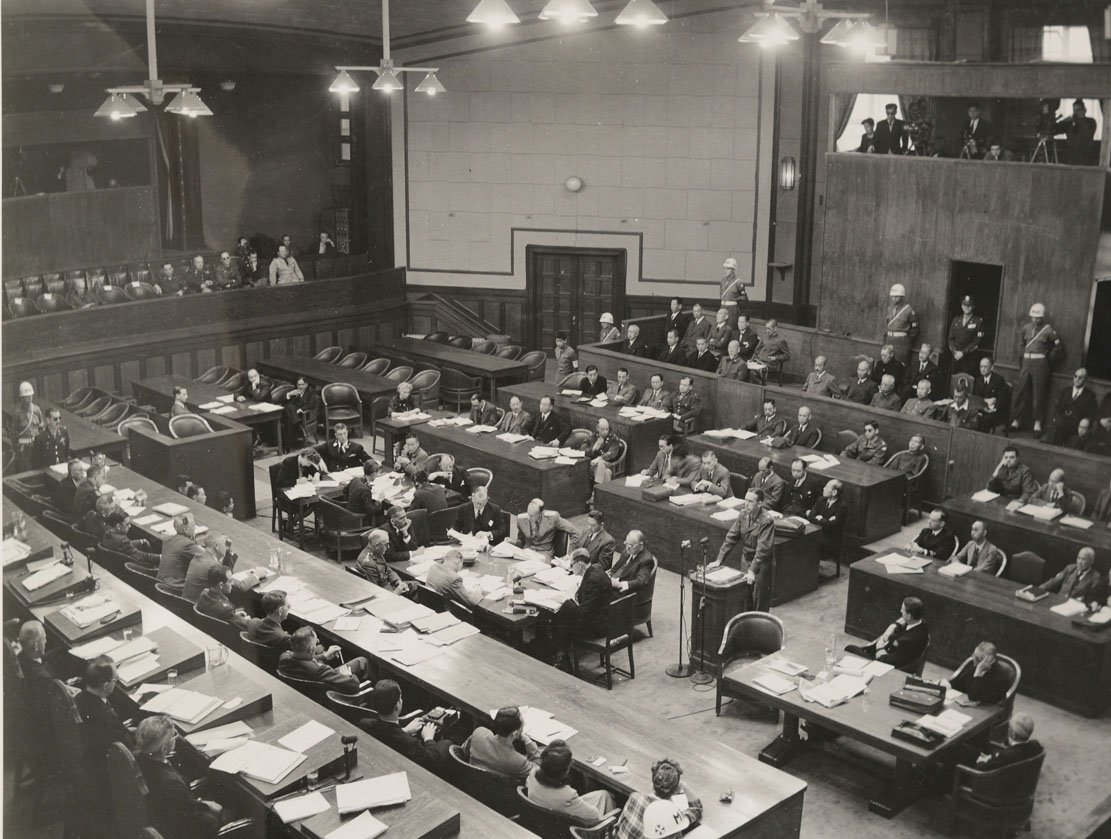

A tokiói per 1946. május 5-től 1948. április 6-ig Tokióban folytatott peres eljárás, melynek tárgya a második világháború távol-keleti hadszínterein elkövetett háborús bűnök felelőseinek elítélése volt. A 28 vádlottas perben 25 vádlott felett mondott ítéletet a Távol-keleti Nemzetközi Katonai Törvényszék (The International Military Tribunal for the Far East, IMTFE) 1948. november 12-én.

## Előzmények
Japán már az 1930-as évek elejétől katonai erővel folyamatosan terjeszkedett Kínában, 1937-ben pedig nagy méretű háború kezdődött a két ország között. Az 1936-os „A Nemzeti Politika Alapelvei” c. irat az expanzió célját a kelet-ázsiai szárazföld és a déli tengerek megszerzésében jelölte meg. A japán csapatok elfoglalták Pekinget, Sanghajt, és a Csang Kaj-sek által vezetett Kína akkori fővárosát, Nankingot. Az 1937. december 14-én kezdődő hathetes időszakot nankingi mészárlás vagy „Nanking megerőszakolása” néven tartják számon: egy amerikai pap által megörökített film szerint megcsonkított tetemek hevertek az utcán, csecsemőket szúrtak szuronyhegyre. Az „Amerika először” nevű izolacionista szervezet pl. erre, a sokkoló hatása miatt csak szűk körben bemutatott felvételre hivatkozva is kampányolt azért, hogy az Amerikai Egyesült Államok ne lépjen háborúba.
Japán aláírta a hadifoglyokkal való bánásmódról szóló 1929-es Genfi Egyezményt, de nem ratifikálta azt. 1941 decemberének második felében az Egyesült Államok a tokiói svájci misszión keresztül reményét fejezte ki, hogy Japán ennek ellenére alkalmazni fogja az Egyezményt, és 1942 februárjában Tógó Sigenori külügyminiszter erre ígéretet tett. Ennek ellenére a kb. 95 ezer európai, amerikai, ausztráliai hadifogolyból 27 ezer (28,6%) halt meg, míg pl. a német hadifogolytáborokban csak 4%-os (23 ezer brit és amerikai fogoly) volt a veszteség.
A Fülöp-szigeteken található Luzon szigetén a Bataan-félsziget amerikai és filippínó védői 1942. május elején - több hónapi kitartás után - megadásra kényszerültek. 76 ezer katonát indítottak útra a japánok 120 km-es gyalogmenetben a hadifogolytáborba, kb. 10 ezer fogoly az úton, 16 ezer röviddel a megérkezés után pusztult el az éhség, betegség és szándékos gyilkosságok folytán.
Lạng Sơnban (Vietnám) 450 francia és vietnámi fogolynak előbb a lábát lőtték meg géppuskatűzzel, majd az így lebénított foglyokon szuronyroham-gyakorlatot végeztek.
Egy esetleges India elleni támadást akadályozott a Burma és Sziám (ma: Thaiföld) közti részen a vasút hiánya, ezért 1942-től kb. 60 ezer hadifogoly és 270 ezer színes bőrű kényszermunkás elkezdte az építést a járhatatlan dzsungelen keresztül. 1943-ban készült el a 400 kilométeres szakasz, addigra 12 ezer hadifogoly és 70-90 ezer kényszermunkás (vagyis 4 méterenként egy ember) vesztette életét. (A Híd a Kwai folyón c. film a valóságosnál jóval kedvezőbb körülményeket mutat be.)
A busidó – a szamuráj etika – szerint a megadás szégyenletes dolog, ez is magyarázta a foglyokkal való kegyetlen bánásmódot, és az is, hogy a foglyok őrzésére is azokat rendelték, akiket nem tartottak a tényleges katonai szolgálatra alkalmasnak, és ezért ezek az emberek is frusztráltak lehettek.

## A bíróság felállítása

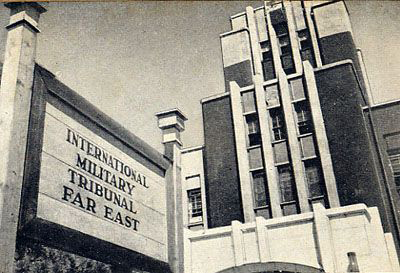
A Távol-keleti Nemzetközi Katonai Törvényszék épülete

Míg a Nankingban történtekről már korábban is tudott a világ, a hadifogolytáborban elkövetett cselekményekről csak a háború után. Az ENSZ Háborús Bűnök Bizottsága (UNWCC) 1945. elején nyilatkozatban megállapította Tokió és a helyi tábornokok felelősségét. 1945. július 26-án az Egyesült Államok, Kína és Nagy-Britannia kapitulációra hívta fel Japánt, majd az UNWCC Fehér Könyvet adott ki, melyben nemzetközi katonai bíróság alakítására hívott fel a japán háborús bűnösök felelősségre vonására. A törvényszéket Douglas MacArthur amerikai hadseregtábornoknak, a távol-keleti szövetséges főparancsnoknak kellett létrehoznia. 1946. január 19-én jelentette be MacArthur a Törvényszék megalakulását. Ennek jogköre a béke elleni bűncselekményekre, a háború bevett szabályainak megsértésére és a civil lakosság ellen elkövetett embertelen cselekményekre terjedt ki. Egy-egy bírót jelölt a japán fegyverszüneti szerződést aláíró 9 állam (Ausztrália, Egyesült Államok, Franciaország, Hollandia, Kanada, Kína, Nagy-Britannia, a Szovjetunió és Új-Zéland), valamint később a Fülöp-szigetek és India.
MacArthur Sir William Webb ausztrál bírót nevezte ki a törvényszék elnökévé.

## Az ügyészek
- Főügyész (USA): Joseph Keenan;
- Ausztrália: Justice Alan Mansfield;
- Kanada: Brigadier Henry Nolan;
- Kínai Köztársaság: Xiang Zhejun (Hsiang Che-chun);
- A Francia Köztársaság Átmeneti Kormánya: Robert L. Oneto;
- India („Brit India”): P. Govinda Menon;
- Hollandia: W.G. Frederick Borgerhoff-Mulder;
- Új-Zéland: Ronald Quilliam;
- Fülöp-Szigetek: Pedro Lopez;
- Egyesült Királyság: Arthur Comyns-Carr;
- Szovjetunió: Sz.A. Golunszkij

## A bírók
- Ausztrália: Sir William Webb;
- Kanada: Edward Stuart McDougall;
- Kínai Köztársaság: Mei Ju-ao;

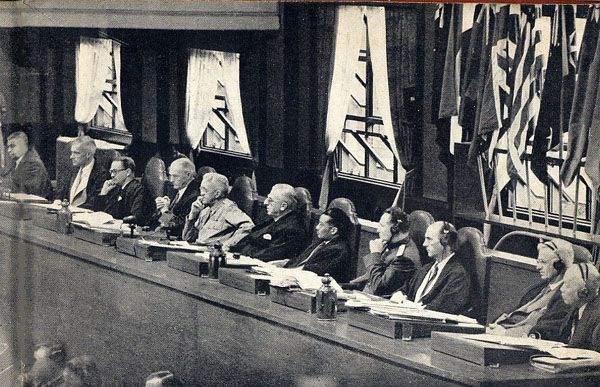
A bírák

- A Francia Köztársaság Átmeneti Kormánya: Henri Bernard;
- India: Radhabinod Pal;
- Hollandia: Prof. Bert Röling;
- Új-Zéland: Harvey Northcroft;
- Fülöp-szigetek: Delfin Jaranilla ezredes;
- Egyesült Királyság: Hon Lord Patrick;
- USA: John P. Higgins, majd: Cramer Felváltotta Higginst 1946. júliusában;

Szovjetunió: I.M. Zarajanov.

## A vádlottak
Polgári személyek

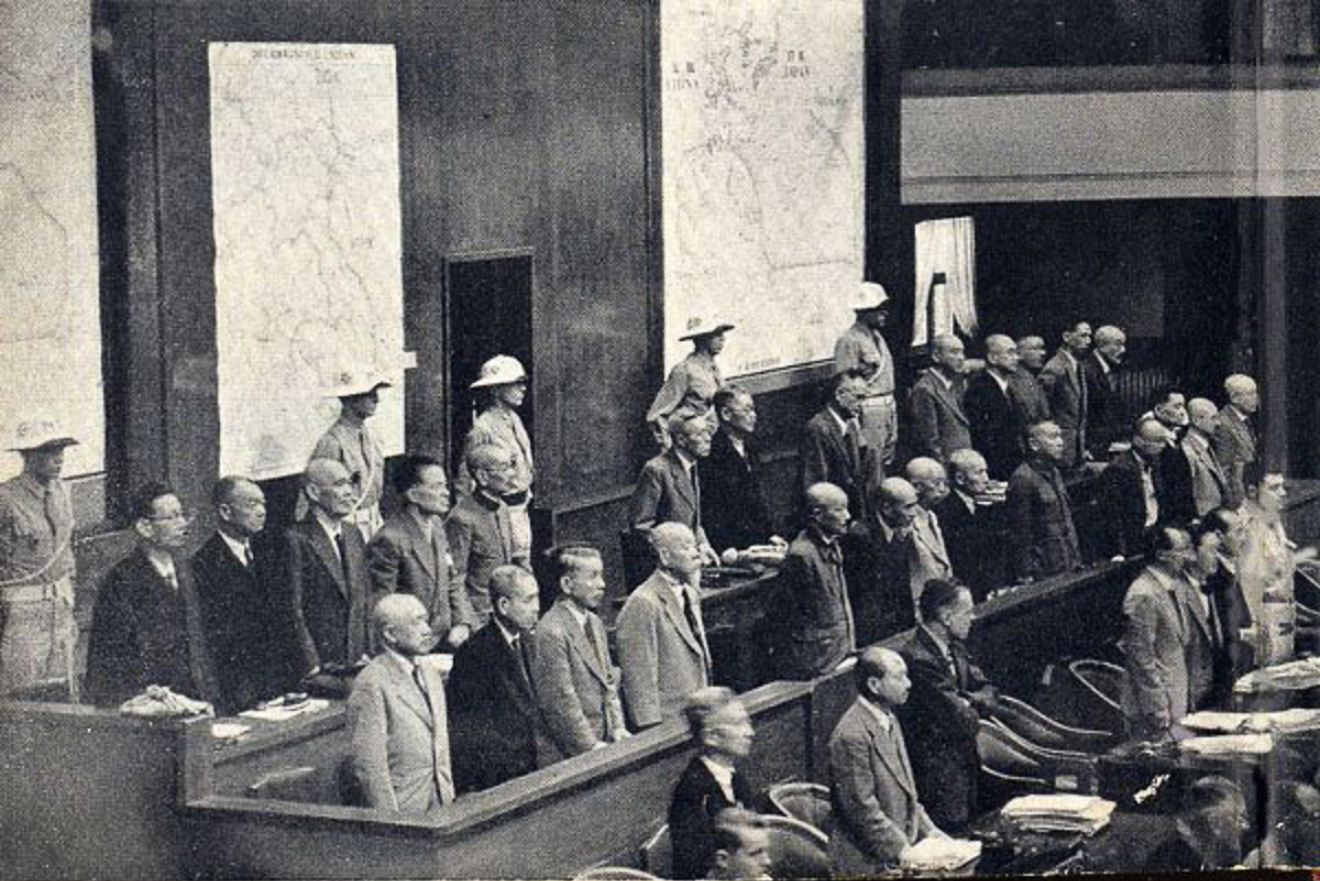
A vádlottak

- Hiranuma Kiicsiró báró, miniszterelnök
- Hirota Kóki báró, külügyminiszter
- Hosino Naoki, kabinetfőtitkár
- Kaja Okinori, pénzügyminiszter, ópiumkereskedő
- Kido Kóicsi márki, lord-pecsétőr, a császár legbizalmasabb tanácsadója
- Macuoka Jószuke diplomata, külügyminiszter (természetes halált halt a per folyamán)
- Szumei Okava ideológus (a bíróság beszámíthatatlannak nyilvánította)
- Sigemicu Mamoru diplomata, külügyminiszter
- Siratori Tosio diplomata
- Tógó Sigenori diplomata, külügyminiszter

A szárazföldi hadsereg vezetői közül
- Araki Szadao tábornok, hadügyminiszter
- Doihara Kendzsi, a Legfelsőbb Haditanács tagja, Szingapúr parancsnoka, kém
- Hasimoto Kingoró ezredes, a 30-as években fiatal tisztek szellemi vezére
- Hata Sunroku tábornagy, főparancsnok Kínában, hadügyminiszter
- Itagaki Szeisiró tábornok, a hadifogolytáborok felügyelője
- Kimura Heitaró tábornok, Burmában főparancsnok
- Koiszo Kuniaki tábornok, Korea főkormányzója, miniszterelnök
- Macui Ivane tábornok, főparancsnok Kínában
- Mihami Dzsiró tábornok, Korea főkormányzója
- Mutó Akira tábornok, főparancsnok Szumátra szigetén
- Ósima Hirosi tábornok, nagykövet Berlinben
- Szató Kenrjó tábornok, a katonai iroda főnöke,
- Szuzuki Teiicsi tábornok, tárca nélküli miniszter, a kabinet tanácsadója
- Tódzsó Hideki tábornok, a Kvantung-hadsereg parancsnoka, hadügyminiszter, miniszterelnök,
- Umezu Josidzsiró tábornok, a Kvantung-hadsereg parancsnoka

Tengernagyok
- Nagano Oszami, a flotta vezérkari főnöke (természetes halált halt a per folyamán)
- Oka Takaszumi, a haditengerészeti miniszter
- Simada Sigetaró, haditengerészeti miniszter

## A császárról
Hirohito császár nem ült a vádlottak padján a Kínai Köztársaság és Ausztrália nyomása ellenére sem. MacArthur - aki Japán korlátlan urának volt tekinthető - az amerikai kormánnyal együtt ezt azzal indokolta, hogy ez olyan felzúdulást keltene a japán társadalomban, amely folytán akár egymillió fővel is növelni kellene a megszálló csapatok létszámát. A japánok ugyanis istenként tisztelték császárukat, és el sem tudták képzelni, hogy perbe fogható volna.

## Az ítélet

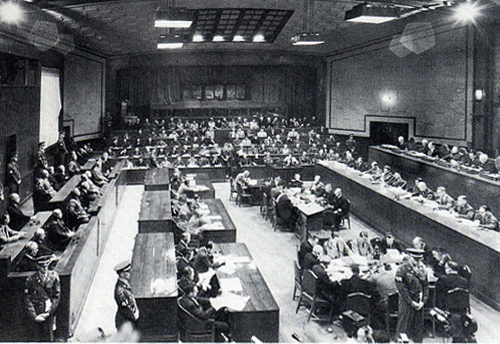
A tárgyalóterem

A törvényszék egyetlen felmentő ítéletet sem hozott. Két vádlott (Macuoka Jószuke és Nagano Oszami) természetes halált halt a per során. Hét személyt (Doihara Kendzsi, Hirota Kóki, Itagaki Szeisiró, Kimura Heitaró, Macui Ivane, Mutó Akira és Tódzsó Hideki) akasztás általi halálra ítéltek. Az ítéletet 1948. december 23-án hajtották végre a Szugamói börtönben. A többi vádlott legalább 7 évi börtönbüntetést kapott, többen életfogytiglanit, de 1954-1955-ben mindenki szabadult. Sigemicu Mamoru 1950-ben amnesztiával szabadult.
Megjegyzendő, hogy az indiai bíró, Radhabinod Pal minden vádlott minden vád alóli felmentésére voksolt (és a bíróságból egyedül neki volt nemzetközi jogi végzettsége), a szovjet bíró pedig az eljárás két hivatalos nyelve, az angol és a japán közül egyiken sem értett. Robert A. Taft szenátor 1946-ban így vélekedett: „A győztesek ítélkezése a legyőzöttek felett sohasem lehet pártatlan, bármennyire körülbástyázzák is igazságszolgáltatási formulákkal.” Joseph B. Keenan fővádló viszont 1949-ben azt nyilatkozta: „Bízvást kijelenthetjük, hogy a Tódzsó-per az angolszász jogszolgáltatás mintapéldája volt.”

## Külső hivatkozások
- Sipos Péter: A távol-keleti perek. História, 1994/1. 18-20. o.